# Раннолово
Ра́ннолово (фин. Raanala) — деревня в Котельском сельском поселении Кингисеппского района Ленинградской области.

## История
Впервые упоминается в Писцовой книге Водской пятины 1500 года как село Ранола в Никольском Толдожском погосте в Чюди Ямского уезда.
Затем как деревня Ranala by в Толдожском погосте в шведских «Писцовых книгах Ижорской земли» 1618—1623 годов.
На карте Ингерманландии А. И. Бергенгейма, составленной по шведским материалам 1676 года, она обозначена как деревня Ranolla.
На шведской «Генеральной карте провинции Ингерманландии» 1704 года — как Ranola.
Как деревня Рамола она обозначена на «Географическом чертеже Ижорской земли» Адриана Шонбека 1705 года.
Деревня Раново упомянута на карте Ингерманландии А. Ростовцева 1727 года.
На карте Санкт-Петербургской губернии Ф. Ф. Шуберта 1834 года нанесена деревня Ранолово, состоящая из 29 крестьянских дворов. В деревне была водяная мельница на реке обозначенной как Голдага.

РАНОЛОВО — деревня принадлежит полковнику Альбрехту, число жителей по ревизии: 84 м. п., 114 ж. п. (1838 год)

На этнографической карте Санкт-Петербургской губернии П. И. Кёппена 1849 года она обозначена как деревня «Ranala», расположенная в ареале расселения води. В пояснительном тексте к этнографической карте она записана как деревня Ranala (Ранолово, Раноло) и указано количество её жителей на 1848 год: савакотов — 42 м. п., 47 ж. п., всего 89 человек, води — 60 м. п., 54 ж. п., всего 114 человек.
Деревня Ранолово из 29 дворов отмечена на карте профессора С. С. Куторги 1852 года.

РАНЬЛОВА — деревня генерал-майора Альбрехта, 10 вёрст по почтовой дороге, а остальное по просёлкам, число дворов — 35, число душ — 103 м. п. (1856 год)

РАННОЛОВО — деревня, число жителей по X-ой ревизии 1857 года: 98 м. п., 96 ж. п., всего 194 чел.

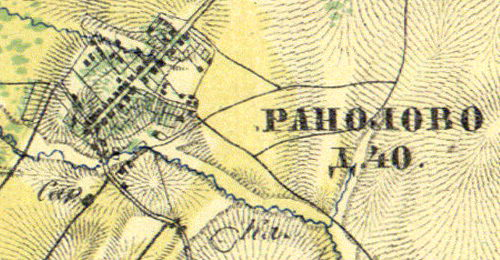
Деревня Раннолово на карте 1860 год

Согласно «Топографической карте частей Санкт-Петербургской и Выборгской губерний» в 1860 году деревня Ранолово насчитывала 40 дворов.

РАНОЛОВО — деревня владельческая при реке Толбушке, число дворов — 31, число жителей: 99 м. п., 97 ж. п. (1862 год)

РАННОЛОВО — деревня, по земской переписи 1882 года: семей — 52, в них 128 м. п., 127 ж. п., всего 255 чел.

Сборник Центрального статистического комитета описывал деревню так:

РАНАЛОВА (РАНОЛОВА) — деревня бывшая владельческая при реке Толдовке, дворов — 46, жителей — 212. 2 лавки, водяная мельница. (1885 год)

По земской переписи 1899 года:

РАННОЛОВО — деревня, число хозяйств — 49, число жителей: 143 м. п., 117 ж. п., всего 260 чел.;
 разряд крестьян: бывшие владельческие; народность: русская — 26 чел., финская — 228 чел., смешанная — 6 чел.

В конце XIX — начале XX века деревня административно относилась к Котельской волости 2-го стана Ямбургского уезда Санкт-Петербургской губернии. Согласно церковным приходским данным деревня называлась Raanala (Lempola). Население деревни было смешанным — финско-водским.
С 1917 по 1927 год деревня Раннолово входила в состав Пумалицкого сельсовета Котельской волости Кингисеппского уезда.
Согласно данным переписи населения СССР 1926 года в деревне Ранолово проживали 295 человек, большинство русские, а также финны, эстонцы и «чудь».
С 1927 года в составе Котельского района.
С 1928 года в составе Котельского сельсовета. В 1928 году население деревни Раннолово также составляло 295 человек.
С 1931 года в составе Кингисеппского района.
По данным 1933 года деревня Раннолово и посёлок Ранолово входили в состав Котельского сельсовета Кингисеппского района.

План деревни Раннолово. 1938 год

Согласно топографической карте 1938 года деревня называлась Ранолово и насчитывала 65 дворов. В центральной части деревни находилась водяная мукомольная мельница.
Деревня была освобождена от немецко-фашистских оккупантов 30 января 1944 года.
В 1958 году население деревни Раннолово составляло 143 человека.
По данным 1966, 1973 и 1990 годов деревня Раннолово также находилась в составе Котельского сельсовета Кингисеппского района.
В 1997 году в деревне Раннолово проживали 32 человека, в 2002 году — 35 человек (русские — 91 %), в 2007 году — 34.

## География
Деревня расположена в северо-восточной части района к северу от автодороги 41К-008 (Петродворец — Криково) и к западу от автодороги А180 (E 20) (Санкт-Петербург — Ивангород — граница с Эстонией) «Нарва».
Расстояние до административного центра поселения — 3 км.
Расстояние до ближайшей железнодорожной станции Котлы — 5 км.
Через деревню протекает река Толбовка.

## Экология
Постановлением правительства Российской Федерации от 08.10.2015 № 1074 деревня Раннолово включена в перечень населённых пунктов, находящихся в границах зон радиоактивного загрязнения вследствие катастрофы на Чернобыльской АЭС и отнесена к зоне проживания с льготным социально-экономическим статусом.

## Демография
| 1862 | 2007 | 2010 | 2017 |
| ---- | ---- | ---- | ---- |
| 196  | ↘34  | ↘30  | ↗46  |

### Национальный состав
Согласно данным Всероссийской переписи населения 2021 года в деревне проживали 43 человека, из них:
 русские — 39, армяне — 3, белорусы — 1 человек.

## Фото

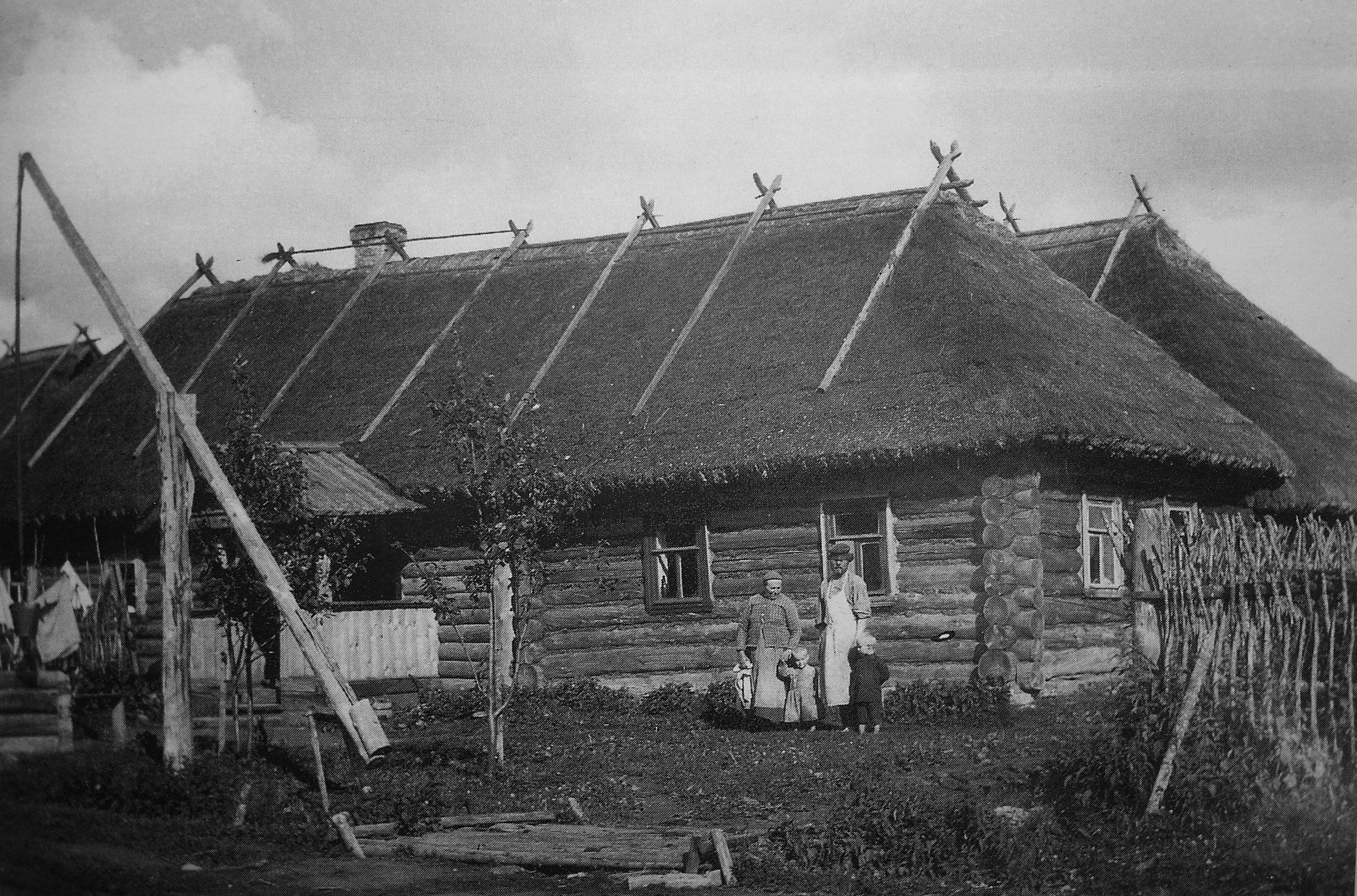
Водский дом в деревне Раннолово. 1909 год